# Північний газопровід (Ізраїль)
Північний газопровід (Ізраїль) — один з елементів газотранспортної мережі Ізраїлю, котрий забезпечує споживачів північної частини країни.
В 2007 році за допомогою Офшорного газопроводу подали газ до району міста Дор, звідки планувалось його подальше транспортування у північні райони. У 2009-му проклали першу необхідну для цього ділянку до ТЕС Хагіт, а 2011-го стала до ладу основна частина Північного газопроводу. Перетнувши прибережний хребет Кармель, траса виходить у долину Ізреєль до Тель-Кашиш, де розгалужується на дві складові частини. Одна далі прямує у північному напрямку до Хайфи (тут природний газ споживають ТЕС Хайфа та нафтопереробний завод), тоді як друга тягнеться на схід у район Афули (біля цього міста працює ТЕС Алон-Тавор). Довжина цієї системи становить 67 км.
У 2015-му стала до ладу ще одна секція північної системи — Доврат-Зіпоріт, що продовжує лінію від Афули на північ та подає блакитне паливо до індустріальної зони Зіпоріт поблизу Назарета. Вона завдовжки 27 км та виконана в діаметрах 450 мм і 300 мм.
Що стосується ресурсу, який надходить до Дора, то з 2013-го він мав походження переважно з офшорного родовища Тамар, допоки у 2020-му сюди не вивели газопровід з процесингової платформи гігантського офшорного родовища Левіафан.
У 2017-му в районі Хагіт створили з'єднання зі Східним газопроводом, який нарівні з Офшорним сполучає північну та південну частини ізраїльської газотранспортної мережі.